# Jean Dellac
Jean Dellac est un homme politique français né le 3 mai 1876 à Floirac (Lot) et mort le 5 août 1937 à Cahors (Lot).
Instituteur, puis viticulteur, il est député de la Gironde de 1924 à 1928, siégeant sur les bancs radicaux. 

### Sources
- « Jean Dellac », dans le Dictionnaire des parlementaires français (1889-1940), sous la direction de Jean Jolly, PUF, 1960 [détail de l’édition]